# Utta Danella

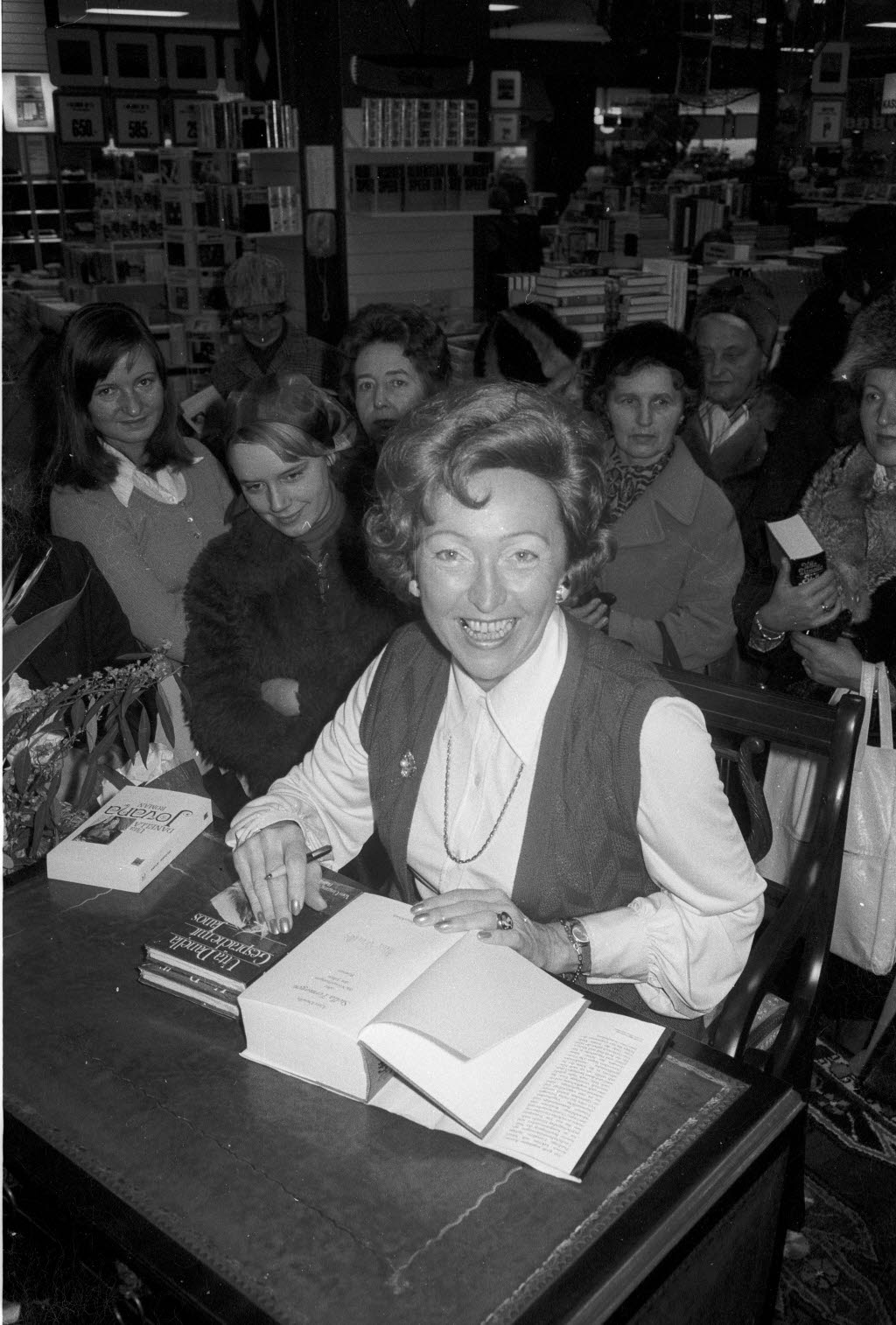
Utta Danella, 1975

Utta Danella, geborene Denneler (eigentlich Utta Schneider; * 18. Juni 1920 in Leipzig oder Berlin; † Anfang Juli 2015 in München) war eine deutsche Schriftstellerin, deren Werk im Bereich der Trivialliteratur angesiedelt ist. Mit rund 70 Millionen verkauften Büchern gehört sie zu den erfolgreichsten deutschen Autoren des 20. Jahrhunderts. Rund 30 ihrer ab 1956 erschienenen Romane wurden für das Fernsehen verfilmt. Sie schrieb auch unter verschiedenen Pseudonymen (zum Beispiel als Stephan Dohl).

## Leben
Utta Dennelers Vater, der sehr früh starb, war Apotheker und Chemiker sowie Beamter. Sie wurde von ihrem Onkel mütterlicherseits aufgenommen und großgezogen. Bereits als Schülerin interessierte sie sich für Theater, Oper und Musik. In ihrer Freizeit nahm sie Schauspielunterricht, Tanz- und Gesangsstunden. Sie schrieb gern Aufsätze und verfasste mit 14 Jahren heimlich ihren ersten Roman. Nach ihrem Abitur versuchte sich Denneler in verschiedenen Berufen, besuchte Vorlesungen an Universitäten und war journalistisch für Radiosender und Zeitungsverlage tätig. 
1950 heiratete sie den um 20 Jahre älteren Hermann Schneider und zog mit ihm nach München. Mit ihm war sie 30 Jahre lang bis zu seinem Tod verheiratet. Sie starb, wie am 11. August 2015 bekannt wurde, Anfang Juli 2015 im Alter von 95 Jahren in München.

## Karriere
Auf dem Dachboden ihrer Wohnung tippte Danella heimlich – sie wollte sich vor ihrem Mann nicht bloßstellen – ein 1000-seitiges Manuskript mit dem Titel Alle Sterne vom Himmel. Mehrere Verlage hatten Interesse an dem Werk, schreckten jedoch vor dem Umfang zurück. Der Münchener Verleger Franz Schneekluth (Franz Schneekluth Verlag) bot an, den Roman abzudrucken, wenn er um die Hälfte gekürzt und unter dem Pseudonym Utta Danella veröffentlicht würde. Utta Schneider nahm das Angebot an, woraufhin der Roman 1956 mit einer Startauflage von 6000 Exemplaren erschien. Schneekluth war es auch, der die Schriftstellerin weiterhin motivierte und sie unterstützte.
Den Durchbruch schaffte die Autorin mit ihrem vierten Roman Stella Termogen oder Die Versuchungen der Jahre aus dem Jahr 1960. Das Buch erreichte in kürzester Zeit eine Auflage von über 100.000 Exemplaren. 1967 zog sich ihr Verleger Franz Schneekluth aus dem Berufsleben zurück. Seitdem wurde sie von Albrecht Knaus beim Hamburger Verlag Hoffmann und Campe betreut. In ihren Erzählungen bettete sie die jeweilige Handlung in einen zeitgeschichtlichen Hintergrund ein.
In ihrem den Balkan zur Zeit Titos schildernden Roman Der Schatten des Adlers von 1971 sah sie die zum Ende des 20. Jahrhunderts eingetretene Situation voraus.
Utta Danella schrieb außer Romanen auch Sachbücher, Erzählungen und Jugendbücher. Sie übersetzte englische Bücher ins Deutsche. Ein Jugendhörspiel aus ihrer Feder war Zwei gute Freunde. 

## Rezeption
Danella zählt neben Johannes Mario Simmel und Heinz G. Konsalik zu den erfolgreichsten deutschen Autoren der Trivialliteratur nach 1945. Rainer Moritz verglich ihr Werk mit Schlagertexten: „Der Schlager also biete – wie die Romane einer Utta Danella – Triviales und entziehe sich deshalb einer ernsthaften Beschäftigung.“ Sie wurde oftmals als Vorreiterin späterer Autorinnen der Trivialliteratur wie Hera Lind, Charlotte Link oder Inga Lindström genannt.

## Werke
Praktisch alle Werke sind seit 2014 als E-Book erschienen. Hingegen sind 2015 gerade noch zwei Romane als Taschenbuch neu erhältlich.

### Romane
- Alle Sterne vom Himmel (1956)
- Regina auf den Stufen (1957)
- Die Frauen der Talliens (1958)
- Alles Töchter aus guter Familie (1958)
- Die Reise nach Venedig (1959)
- Stella Termogen oder Die Versuchungen der Jahre (1960, in zwei Bänden)
- Der Maulbeerbaum (1964)
- Adieu, Jean Claude (1965), auch unter dem Titel Niemandsland (1970)
- Der Mond im See (1965)
- Vergiß, wenn du leben willst (1966)
- Unter dem Zauberdach (1967)
- Quartett im September (1967)
- Jovana (1969)
- Tanz auf dem Regenbogen (1971)
- Der Schatten des Adlers (1971)
- Gestern oder Die Stunde nach Mitternacht (1971)
- Der blaue Vogel (1973)
- Die Hochzeit auf dem Lande (1975)
- Zwei Tage im April (1975)
- Der Sommer des glücklichen Narren (1976)
- Gespräche mit Janos (1977)
- Der dunkle Strom (1977)
- Die Tränen vom vergangenen Jahr (1978, Jugendbuch)
- Flutwelle (1980)
- Eine Heimat hat der Mensch (1981)
- Jacobs Frauen (1983); Filmausgabe 2004 als Das Familiengeheimnis
- Die Jungfrau im Lavendel (1984)
- Die Unbesiegte (1986)
- Der schwarze Spiegel (1987)
- Das Hotel im Park (1989)
- Meine Freundin Elaine (1990)
- Ein Bild von einem Mann (1992)
- Wo hohe Türme sind (1993)
- Wolkentanz (1996)
- Die andere Eva (1998)
- Der Kuss des Apollo (2006)
- Begegnung in der Nacht (2020)

### Erzählungen
- Familiengeschichten (1979)
- Sophie Dorothee. Eine preußische Geschichte (1981); ergänzte Neuausgabe 1997 als Sophie Dorothee und andere Geschichten
- Das verpasste Schiff. Die Geschichte einer turbulenten Traumreise (1986)

### Anderes
- Eine Liebe die nie vergeht. Begegnungen mit Musik (1988)

### Übersetzungen
- Margaret Bell Houston: Die silbergrauen Bäume der Jugend (Cottonwoods Grow Tall), 1959
- Gwen Bristow: Morgen ist die Ewigkeit (Tomorrow Is Forever), 1964
- Evelyn Anthony: Weißer Mond von Barbados (The Tamarind Seed), 1973

## Auszeichnungen
- 1998: Bundesverdienstkreuz 1. Klasse[1]

## Verfilmungen
1980 sendete das ZDF die Dokumentation "Wasser ist hier überall", in der Utta Danella ihr geliebtes Schleswig-Holstein vorstellt.
1992 sendete das ZDF die zehnteilige Serie Regina auf den Stufen mit Katja Riemann nach Danellas Roman aus dem Jahr 1957.
Ab 2000 wurden Romane Utta Danellas im Rahmen der Filmreihe Utta Danella von der ARD/Degeto verfilmt.
| Nr. | Titel                               | Literaturvorlage                         | Regie              | Erstausstrahlung   |
| --- | ----------------------------------- | ---------------------------------------- | ------------------ | ------------------ |
| 1   | Der schwarze Spiegel                | Der schwarze Spiegel (1987)              | Rainer Boldt       | 10. November 2000  |
| 2   | Der blaue Vogel, Teil 1             | Der blaue Vogel (1973)                   | Dietmar Klein      | 29. Dezember 2001  |
| 3   | Der blaue Vogel, Teil 2             | Der blaue Vogel (1973)                   | Dietmar Klein      | 1. Januar 2002     |
| 4   | Die Hochzeit auf dem Lande          | Die Hochzeit auf dem Lande (1975)        | Gloria Behrens     | 5. April 2002      |
| 5   | Die andere Eva                      | Die andere Eva (1998)                    | Gloria Behrens     | 16. Mai 2003       |
| 6   | Der Sommer des glücklichen Narren   | Der Sommer des glücklichen Narren (1976) | Gloria Behrens     | 27. Juni 2003      |
| 7   | Der Mond im See                     | Der Mond im See (1965)                   | Heidi Kranz        | 26. März 2004      |
| 8   | Das Familiengeheimnis, Teil 1       | Jacobs Frauen (1983)                     | Heidi Kranz        | 7. Oktober 2004    |
| 9   | Das Familiengeheimnis, Teil 2       | Jacobs Frauen (1983)                     | Heidi Kranz        | 8. Oktober 2004    |
| 10  | Plötzlich ist es Liebe              | Die Frauen der Talliens (1958)           | Brigitta Dresewski | 29. Oktober 2004   |
| 11  | Eine Liebe in Venedig               | Die Reise nach Venedig (1959)            | Marco Serafini     | 6. Januar 2005     |
| 12  | Eine Liebe im September             | Quartett im September (1967)             | Gloria Behrens     | 15. September 2006 |
| 13  | Der Himmel in Deinen Augen          | Die Erbschaft (Kurzgeschichte)           | Gloria Behrens     | 29. September 2006 |
| 14  | Tanz auf dem Regenbogen             | Tanz auf dem Regenbogen (1971)           | Peter Weissflog    | 7. September 2007  |
| 15  | Wenn Träume fliegen                 | Der Maulbeerbaum (1964)                  | Peter Weissflog    | 22. Februar 2008   |
| 16  | Das Geheimnis unserer Liebe         | Vergiß, wenn du leben willst (1966)      | Gloria Behrens     | 28. März 2008      |
| 17  | Mit Dir die Sterne sehen            | Der Wochenendgast (Kurzgeschichte)       | Gloria Behrens     | 11. April 2008     |
| 18  | Der Verlobte meiner besten Freundin | Meine Freundin Elaine (1990)             | Peter Weissflog    | 3. April 2009      |
| 19  | Schokolade im Sommer                | Der verlorene Vater (Kurzgeschichte)     | Gloria Behrens     | 18. September 2009 |
| 20  | Eine Nonne zum Verlieben            | Die Jungfrau im Lavendel (1984)          | Peter Weissflog    | 23. April 2010     |
| 21  | Wachgeküsst                         | Das Hotel im Park (1989)                 | Gloria Behrens     | 20. Mai 2011       |
| 22  | Liebe mit Lachfalten                | Jovana (1969)                            | John Delbridge     | 27. Mai 2011       |
| 23  | Prager Geheimnis                    | Das Familienfest (Kurzgeschichte)        | Marco Serafini     | 26. Oktober 2012   |
| 24  | Wer küsst den Doc?                  | Alles Töchter aus guter Familie (1958)   | John Delbridge     | 26. April 2013     |
| 25  | Sturm am Ehehimmel                  | Der Garten der Träume (Kurzgeschichte)   | John Delbridge     | 3. Mai 2013        |
| 26  | Die Himmelsstürmer                  | Alle Sterne vom Himmel (1956)            | Thomas Kronthaler  | 14. Februar 2014   |
| 27  | Von Kerlen und Kühen                |                                          | Sibylle Tafel      | 11. April 2014     |
| 28  | Lisa schwimmt sich frei             |                                          | Peter Stauch       | 27. März 2015      |
| 29  | Lügen haben schöne Beine            |                                          | Thomas Kronthaler  | 20. November 2015  |